# Apteroperla babaensis
Apteroperla babaensis är en bäcksländeart som först beskrevs av Kawai 1967.  Apteroperla babaensis ingår i släktet Apteroperla och familjen småbäcksländor. Inga underarter finns listade i Catalogue of Life.